# Eric Flaim
Eric Joseph Flaim (* 9. März 1967 in Pembroke, Massachusetts) ist ein ehemaliger US-amerikanischer Eisschnellläufer und Shorttrack-Sportler.
Flaim wurde 1988 in Alma-Ata Mehrkampfweltmeister. Bei den Olympischen Spielen 1988 in Calgary gewann er die Silbermedaille über 1500 Meter.
Der US-Amerikaner führte den Adelskalender von 1988 bis 1992 für 1494 Tage an. Sein Höchstwert betrug 157,340 Punkte.
Bei den Olympischen Spielen 1994 in Lillehammer errang Flaim mit der US-amerikanischen Mannschaft Silber in der 5000-Meter-Staffel im Shorttrack.